# カブラカン
カブラカン（Cabracan）は、マヤ神話に伝わる巨人。ヴクブ・カキシュの次男で、その名は「地震」を意味する。とても怪力で、山々を容易く突き崩しては、自分を「山を覆す男」と称していたという。
ヴクブ・カキシュとその長男シパクナーを退治した、双子の英雄フンアフプーとイシュバランケーは、カブラカンを倒すために貧しい猟師を装い近づく。そしてカブラカンに「猟の最中にとても巨大な山を見かけた」と告げる。カブラカンはその山を潰してしまいたくなり、双子に道案内させた。その道中、双子は香ばしく焼き上げた鳥肉をカブラカンにご馳走する。カブラカンはその肉に石膏が塗られている事も知らずに食べた。石膏によりカブラカンは弱体化させられ、双子に縛り上げられ地中に埋められてしまった。
彼を最後に、神々に敵対する巨人族はすべて滅ぼされた。